# Polygala tricholopha
Polygala tricholopha är en jungfrulinsväxtart som beskrevs av Chod.. Polygala tricholopha ingår i släktet jungfrulinssläktet, och familjen jungfrulinsväxter. Inga underarter finns listade i Catalogue of Life.